# Mîkilske, Vîsokopillea
Mîkilske (în ucraineană Микільське) este un sat în comuna Kociubeiivka din raionul Vîsokopillea, regiunea Herson, Ucraina.

## Demografie
Componența lingvistică a localității Mîkilske
     Ucraineană (96,89%)
     Rusă (3,11%)
Conform recensământului din 2001, majoritatea populației localității Mîkilske era vorbitoare de ucraineană (96,89%), existând în minoritate și vorbitori de rusă (3,11%).